# Gammarus annandalei
Gammarus annandalei is een vlokreeftensoort uit de familie van de Gammaridae. De wetenschappelijke naam van de soort is voor het eerst geldig gepubliceerd in 1924 door Monod.